# Christiane Nordová
Christiane Nord, rodným jménem Christiane Prahst (* 13. září 1943, Eberswalde, Německo), je německá překladatelka a translatoložka.

## Život
V letech 1963–1967 vystudovala překladatelství (angličtina a španělština) na Heidelberské univerzitě a v roce 1983 získala doktorát z hispanistiky a translatologie. Od roku 1967 působí jako vysokoškolská pedagožka, zejména v Heidelbergu, ale také na univerzitách ve Vídni, Hildesheimu, Innsbrucku a Magdeburgu. V roce 1992 se habilitovala v aplikované translatologii a didaktice překladatelství. Roku 2005 odešla do penze. V roce 2015 jí Ženevská univerzita udělila čestný doktorát.

## Publikace (výběr)
- Kommunikativ handeln auf Spanisch und Deutsch: ein übersetzungsorientierter funktionaler Sprach- und Stilvergleich. Egert, Wilhelmsfeld 2003, ISBN 3-8252-1734-5
- Einführung in das funktionale Übersetzen: am Beispiel von Titeln und Überschriften. Tübingen/Basel 1993, ISBN
- Textanalyse und Übersetzen: theoretische Grundlagen, Methode und didaktische Anwendung einer übersetzungsrelevanten Textanalyse. Groos, Heidelberg 1988, ISBN 3-87276-598-1
- Neueste Entwicklungen im spanischen Wortschatz. Schäuble, Rheinfelden 1983, ISBN 3-87718-738-2
- Lebendiges Spanisch: eine Einführung in Entwicklungstendenzen des heutigen spanischen Wortschatzes. Schäuble, Rheinfelden 1984, ISBN 3-87718-755-2